# UFC 88
UFC 88: Breakthrough è stato un evento di arti marziali miste tenuto dalla Ultimate Fighting Championship il 6 settembre 2008 alla Philips Arena di Atlanta, Stati Uniti.

## Retroscena
Il lottatore che ricevette il salario più elevato per il suo incontro fu Chuck Liddell, il quale percepì 500.000 dollari, mentre i meno pagati furono Thiago Tavares e Mike Patt entrambi con 5.000$.

## Risultati

### Card preliminare
- Incontro categoria Pesi Medi:  Jason MacDonald contro  Jason Lambert

MacDonald sconfisse Lambert per sottomissione (strangolamento da dietro) a 1:21 del secondo round.
- Incontro categoria Pesi Mediomassimi:  Tim Boetsch contro  Mike Patt

Boetsch sconfisse Patt per KO Tecnico (pugni) a 2:03 del primo round.
- Incontro categoria Pesi Welter:  Roan Carneiro contro  Ryo Chonan

Chonan sconfisse Carneiro per decisione divisa (29–28, 29–28, 28–29).
- Incontro categoria Pesi Leggeri:  Thiago Tavares contro  Kurt Pellegrino

Pellegrino sconfisse Tavares per decisione unanime (29–28, 29–27, 29–27).

### Card principale
- Incontro categoria Pesi Welter:  Kim Dong-Hyun contro  Matt Brown

Kim sconfisse Brown per decisione divisa (29–28, 28–29, 29–28).
- Incontro categoria Pesi Medi:  Martin Kampmann contro  Nate Marquardt

Marquardt sconfisse Kampmann per KO Tecnico (pugni) a 1:22 del primo round.
- Incontro categoria Pesi Medi:  Dan Henderson contro  Rousimar Palhares

Henderson sconfisse Palhares per decisione unanime (30–27, 30–27, 29–28).
- Incontro categoria Pesi Mediomassimi:  Rich Franklin contro  Matt Hamill

Franklin sconfisse Hamill per KO Tecnico (calcio al corpo) a 0:39 del terzo round.
- Incontro categoria Pesi Mediomassimi:  Chuck Liddell contro  Rashad Evans

Evans sconfisse Liddell per KO (pugno) a 1:51 del secondo round.

## Premi
Ai vincitori sono stati assegnati 60.000$ per i seguenti premi:
- Fight of the Night:  Thiago Tavares contro  Kurt Pellegrino
- Knockout of the Night:  Rashad Evans
- Submission of the Night:  Jason MacDonald